# Penzance
Penzance (/pɛnˈzæns/; em córnico:  Pennsans) é uma cidade portuária e paróquia civil do condado de Cornualha, no sudoeste da Grã-Bretanha. Foi onde nasceu Humphry Davye inventor da lâmpada elétrica. Esta cidade foi em tempos porto de piratas. É mais conhecida por ser a cidade mais ocidental da Cornualha e estar a aproximadamente 121 quilômetros a oeste de Plymouth e 480 quilômetros a oeste-sudoeste de Londres.
Concedido várias cartas régias de 1512 em diante e incorporada em 1614, tem uma população de 21.168 (censo de 2001).

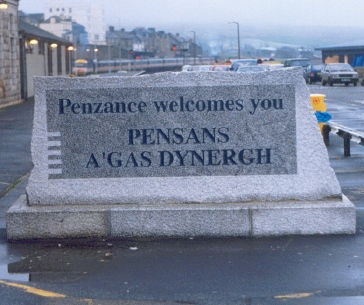
"Pensans a'gas dynergh"